# Annona sanctae-crucis
Annona sanctae-crucis este o specie de plante angiosperme din genul Annona, familia Annonaceae, descrisă de Spencer Le Marchant Moore. Conform Catalogue of Life specia Annona sanctae-crucis nu are subspecii cunoscute.